# John Christian Gustav Baumann
John Christian Gustav Baumann (27. dubna 1863, Kodaň – 1939) byl dánský obchodník a úřadující inspektor jižního Grónska.

## Životopis
Jan Christian Gustav Baumann byl synem pekařského mistra Friedricha Wilhelma Baumanna a jeho ženy Erasmine Jensenové. Dne 24. dubna 1892 se v Nuuku oženil se Sofií Binzerovou (1863–?), dcerou námořního kapitána Augusta Binzera a jeho manželky Henrietty Amalie Dohlmannové.
John Christian Gustav Baumann se stal dobrovolníkem v Paamiutu v roce 1887 a ještě téhož roku byl převelen do Nuuku. V roce 1889 se stal na jeden rok úřadujícím koloniálním správcem v Nuuku. V letech 1892–1894 byl řádným koloniálním správcem v Nuuku a v letech 1893 až 1894 krátce nahradil Edgara Christiana Fenckera ve funkci inspektora jižního Grónska. V letech 1894–1897 byl koloniálním správcem v Maniitsoqu. V roce 1899 byl báňským inspektorem v Ivittuutu a v následujícím roce byl jmenován prozatímním koloniálním správcem Paamiutu. Řádně se funkce ujal v roce 1902.
Po roční dovolené se v roce 1905 opět stal koloniálním správcem v Nuuku. V letech 1907 až 1910 pracoval v Sisimiutu a poté rok v Qaqortoqu. V letech 1912–1916 byl opět koloniálním správcem v Maniitsoqu. Do důchodu odešel v roce 1917. V roce 1939 vyšel jeho nekrolog ve výročním čísle časopisu Grónské vědecké společnosti.